# Rocher du Bonhomme
Le rocher du Bonhomme est un sommet de France situé dans le massif du Mont-Blanc, en Haute-Savoie. Il domine le col du Bonhomme à qui il a donné son nom.

## Géologie
Le rocher en lui-même est composé de Grès Singuliers avec une base de roches sédimentaires gréseuses du Jurassique inférieur, le tout reposant sur des roches cristallines constituant le cœur du massif du Mont-Blanc.

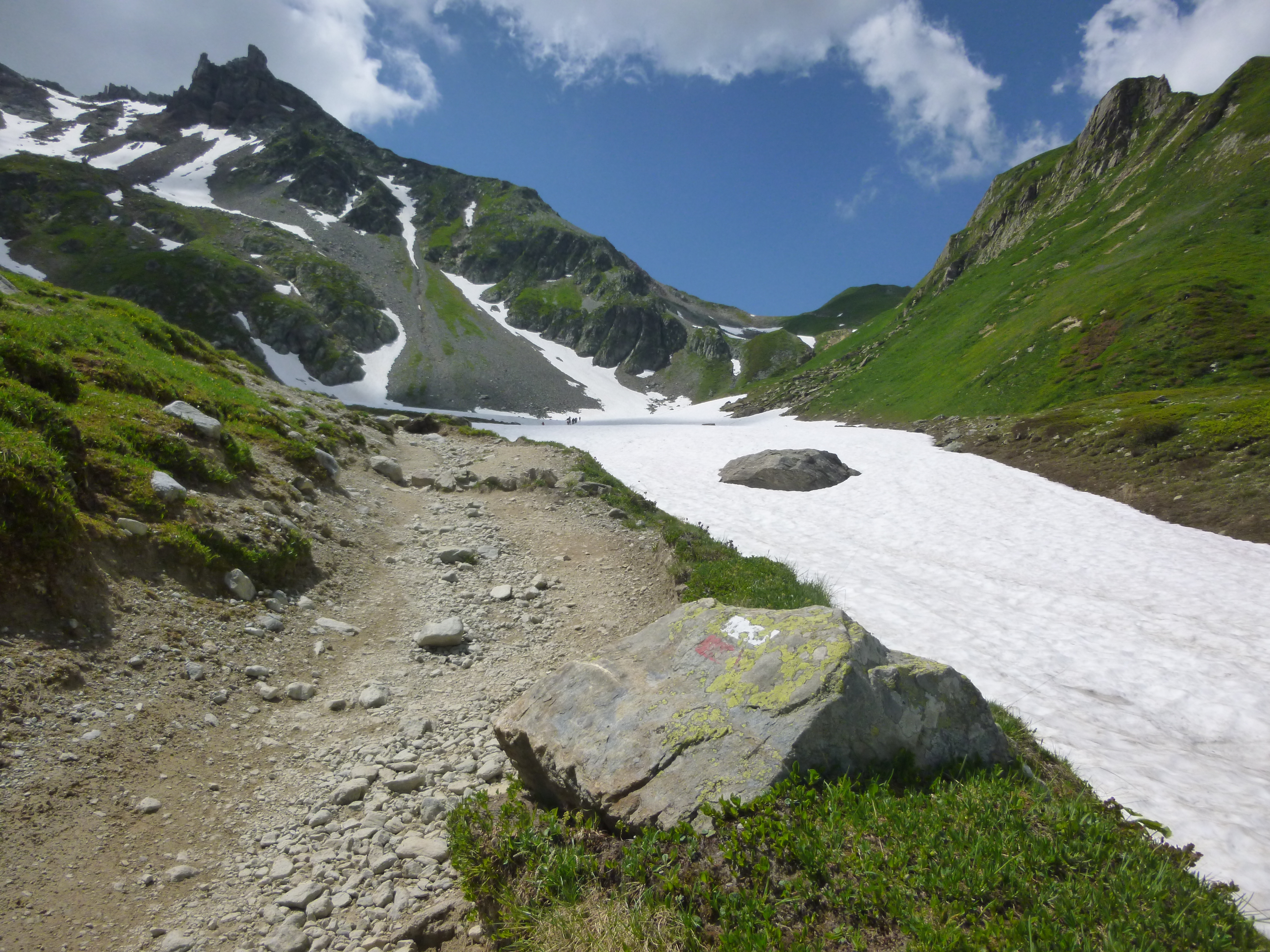
Le rocher du Bonhomme au-dessus du col du Bonhomme.

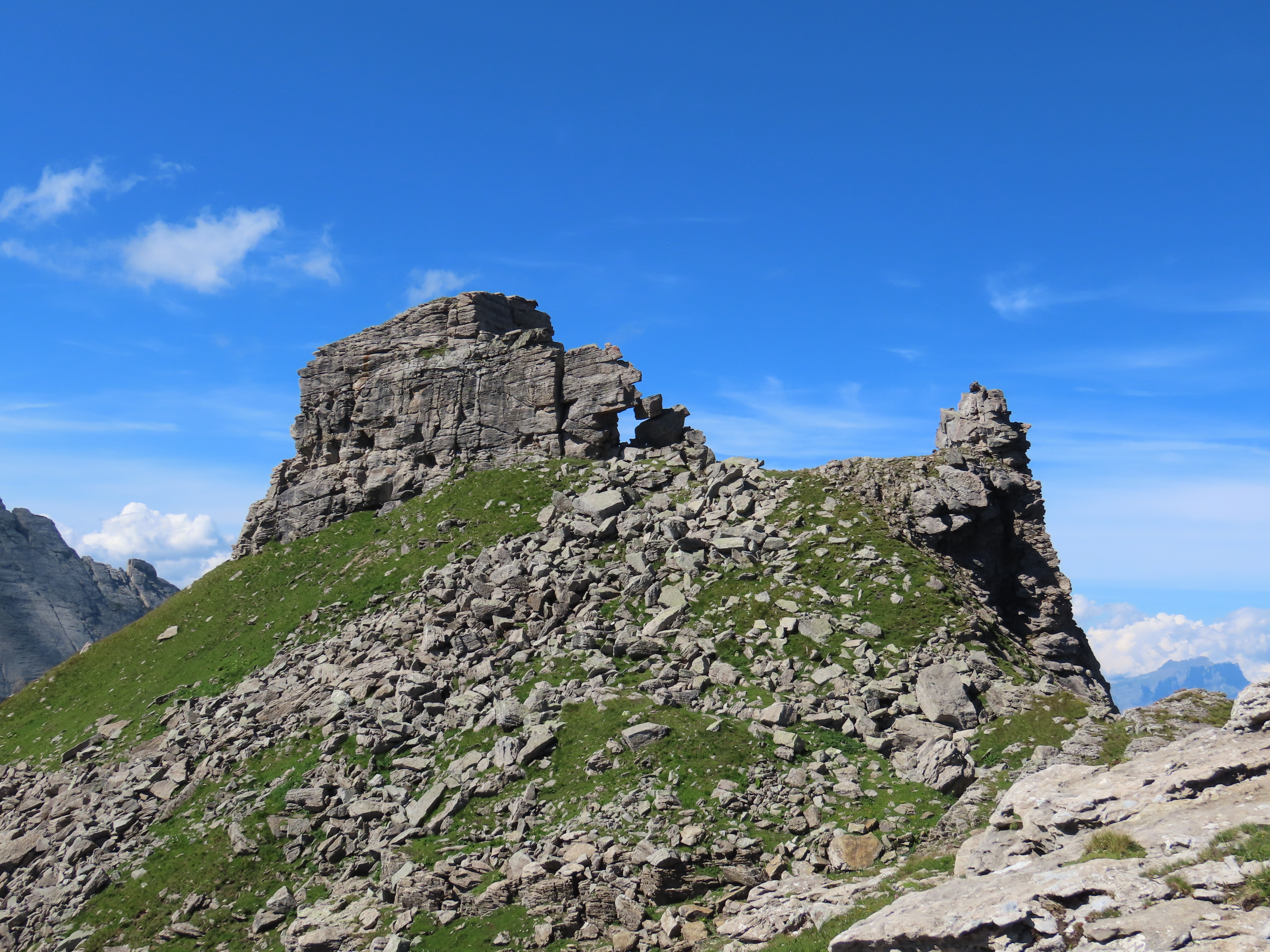
La face sud du rocher du Bonhomme montrant un chaos de blocs de Grès Singuliers.